# Instinto Assassino
Instinto Assassino é uma produção original com seis episódios sobre crimes que estremeceram a América Latina nos últimos tempos. São histórias reais, recriadas com dramatizações fiéis aos fatos.  
A série do Discovery Channel que está já em sua terceira temporada, em 2012 estreou com o caso Isabella Nardoni, tendo um total de dez casos já encerrados: uma mulher argentina morta a tiros; um sinistro assassinato na Colômbia; uma jovem encontrada morta em um terreno baldio na Venezuela; um disparo mortal à queima-roupa no centro de Santiago do Chile; e o terrível caso da menina lançada pela janela de um edifício em São Paulo, Brasil.
Cada episódio tem como protagonista um assassino em série de países como Colômbia, Argentina, México e Brasil.

## Primeira Temporada

### 1. "El Monstruo de los Cañaduzales"
Transmissão 06 de abril de 2010
O episódio de abertura discute o caso de Manuel Octavio Bermúdez, um colombiano pedófilo e serial killer. Seu apelido é "El Monstruo de los Cañaduzales" (O Monstro dos canaviais). Ele confessou o estupro e assassinato de 32 crianças em áreas remotas da Colômbia entre 1999 e 2003.

### 2. "La Mataviejitas"
Transmissão 13 de abril de 2010
Juana Barraza é uma mexicana ladra e serial killer. Seu apelido é "La Mataviejitas" (The Lady Killer Velha). Presa pela morte de várias mulheres de meia idade e roubar pertences delas entre o final dos anos 1990 e 2006. Há questões sobre o número real de suas vítimas, estimadas entre 25 a mais de 40.

### 3. "El Maniaco del Parque"
Transmissão 20 de abril de 2010
Francisco de Assis Pereira é um brasileiro estuprador e serial killer. Seu apelido é "O maníaco do Parque" (The Maniac no Parque). Ele foi preso pelo estupro, tortura e morte de 11 mulheres e nove por agredir em um parque de São Paulo, Brasil, durante a década de 1990. Produtor Executivo Thor Medeiros.

### 4. "Masacre Escolar"
Transmissão abril 27, 2010
Um aluno, Rafael "Junior" Solich, foi responsável pela [tiroteio na escola []] no Islas Malvinas ensino médio que ocorreu em 2004 na cidade de Carmen de Patagones, Argentina, matando quatro estudantes e ferindo outros cinco.

### 5. "El Padrino"
Transmissão 4 de maio de 2010
Adolfo Constanzo era um serial killer, traficante e líder da seita. Seu apelido era "El Padrino de Matamoros" (O Poderoso Chefão de Matamoros). Seu culto é responsável por uma série de sacrifícios humanos em Matamoros, no México durante os anos 1980. Ele foi morto nos braços de sua homossexual amante em suas próprias ordens.

### 6. "El Vampiro de Niterói"
Transmissão 11 de maio de 2010
Marcelo Costa de Andrade, um pedófilo e assassino serial brasileiro, confessou o estupro e morte de 14 crianças nas cidades brasileiras de Rio de Janeiro e Niterói em 1991. Seu hábito de  beber o sangue. De suas vítimas lhe valeu o apelido de "O Vampiro de Niterói" (O Vampiro de Niterói). Produtor Executivo Thor Medeiros.

## Segunda Temporada

### 1. "Bruja Asesina"
Transmissão 07 de fevereiro de 2011
Na Colômbia, o caso de uma mulher afirmando ser uma bruxa, e acusado de matar pelo menos oito pessoas depois de ter sido convidado para suas casas para realizar rituais de cura e proteção, mas drogar suas vítimas antes de tomar suas vidas em vez. Apesar de ter sido condenado a quarenta anos de prisão, ela está atualmente em prisão domiciliar devido a comportamentos abusivos em seu julgamento.

### 2. "La Massacre de Pozzeto"
Transmissão 14 fev 2011
Colômbia, 1986. Um norte-americano Guerra do Vietnã veteranos, Campo Elías Delgado, mata sua própria mãe desencadeando uma matança que resultou na morte de trinta pessoas, sendo a última a morrer sendo o assassinato a si mesmo. 25 anos depois, uma equipe forense tentar determinar se o homem tirou a própria vida, ou foi morto durante o tiroteio no Pozetto restaurante onde seu corpo foi encontrado.

### 3. "El Monstruo de Rio Claro"
Transmissão 21 de fevereiro de 2011
A cidade brasileira de Rio Claro foi aterrorizada durante a década de 1990 por Laerte Patrocínio Orpinelli um estuprador em série e assassino que, segundo seu próprio testemunho, tinha tirado a vida de pelo menos uma centena de crianças antes de ser preso. Apesar de o número real de vítimas é desconhecido, ele foi condenado pela morte de pelo menos nove crianças. Produtor Executivo Thor Medeiros.

### 4. "El Maniaco de Trianon"
São Paulo, Brasil. Nos primeiros anos da década de 1980, com crescente ansiedade na comunidade gay, devido à AIDS, um prostituto assassino em série brasileiro Fortunato Botton Neto é responsável pela morte de 13 dos seus clientes, todos eles homossexuais. Produtor Executivo Thor Medeiros.

### 5. "La Hiena de Querétaro"
1989, Querétaro, México. Depois de ter uma discussão séria com o marido, Claudia Mijangos pega algumas facas e mata seus três filhos. Duas décadas depois, ainda há muitas perguntas não respondidas sobre o crime, incluindo sua paixão supostamente com um dos sacerdotes locais e sua possível ligação com o assassinato de seus filhos.

### 6. "El Sadico"
2005, Cidade do México. Um ex-membro das forças armadas, Raúl Osiel Marroquín, finge ser homossexual e atraiu quatro jovens rapazes homossexuais para sua casa, onde foram torturados e executados com a ajuda de um cúmplice, independentemente de terem sido pagos seus resgates ou não.

### 7. "La Casa del Horror"
2003, Buenos Aires, Argentina. O desaparecimento de nove anos de idade Marela Martínez causou comoção generalizada quando um esforço internacional para procurar a criança foi criada. Cinco meses depois, os corpos de duas meninas estupradas e espancadas até a morte (incluindo a Marela) foram encontrados na casa de um vizinho. A prisão do criminoso era apenas parte da história escuro em torno dele e da família da criança.

### 8. "Viuva Negra"
2003, Córdoba, Argentina. As circunstâncias suspeitas que cercam a morte de um cidadão colocar a polícia na fuga de uma "viúva negra" que seduziu homens mais velhos, a fim de tomar posse de seus bens e até mesmo envenenado alguns deles até a morte.